# The Jewbird
"The Jewbird" é um conto do escritor judeu-americano Bernard Malamud. O protagonista é um corvo chamado Schwartz, que se identifica como um pássaro judeu. Fugindo da perseguição por pássaros anti-semitas, Schwartz tenta encontrar um lar com uma família judia de Nova Iorque. Apesar de ser generoso e respeitoso com a família, o pai primeiro persegue e depois tenta matar Schwartz. A história foi interpretada como uma alegoria sobre o ódio próprio judeu.
A história foi publicada pela primeira vez no The Reporter em 11 de abril de 1963 e coletada em Idiots First (1963). Também apareceu em A Malamud Reader (1967), The Stories of Bernard Malamud (1983) e Two Fables (1978), onde apareceu junto com "Talking Horse". A história foi adaptada para o palco no Israelis Gesher Theatre, juntamente com outros contos, sob o título Schwartz e outros animais.